# Pseudonepanthia gracilis
Pseudonepanthia gracilis is een zeester uit de familie Asterinidae.
De wetenschappelijke naam van de soort werd in 1982 gepubliceerd door Rowe & Marsh.